# Giardino di Pojega
Il Giardino di Pojega è un giardino all'italiana di 54 000 metri quadrati situato a Negrar, in provincia di Verona, nella zona denominata Valpolicella.
Il Giardino di Pojega rappresenta uno degli ultimi esempi di giardino all'italiana ed è principalmente noto per il suo teatro di verzura e le spettacolari prospettive. Tempio, teatro, muri, gallerie e belvedere sono stati costruiti trasformando e piegando alberi, siepi e acqua in una fantasmagorica macchina per lo spettacolo.

## La storia
Il Giardino di Pojega fu realizzato tra il 1783 e il 1796 dall'architetto Luigi Trezza, esponente di spicco dell'architettura neoclassica veneta, sui terreni acquistati dalla famiglia Rizzardi nel 1649.
Il conte Antonio Rizzardi, coraggiosamente fedele alla passione dei suoi avi per l'architettura “in verde”, commissionò a Trezza un progetto scenografico con geometrie imponenti che l'architetto veronese realizzò sintetizzando i canoni classici del giardino all'italiana con il gusto “pittoresco” del nascente Romanticismo, andando in controtendenza rispetto al gusto dell’epoca che prediligeva i Giardini all’Inglese

## Viale dei Carpini
Il Viale dei Carpini conduce dalla Villa fino al teatro di Verzura, una suggestiva passeggiata di circa 130 metri in una sorta di “tunnel vegetale” creato dalla particolare sistemazione delle chiome di questi alberi ornamentali.

## Il Belvedere
Il complesso del Belvedere è situato nel punto più alto del giardino ed è formato da una struttura ottagonale posta alla sommità di un'ampia scalinata. Sui due capiscala si erogono due statue: la Sapienza, a sinistra, rappresentata da un uomo vestito con una tunica, un libro in mano e una corona di foglie in testa, e l'Abbondanza, a destra, nelle sembianze di un giovane uomo con la cornucopia in mano. Nella nicchia centrale della struttura in cima alla scala è posta la statua della Concordia, una donna col capo cinto di alloro, una melagrana e un nastro che lega un fascio di frecce.

## Ninfeo
Il Ninfeo, fontana monumentale tipica delle villa rinascimentali che prende il nome da quelle più antiche di epoca greca o romana, è costituito da una vasca sormontata da una nicchia centrale con due archi laterali. La vasca è ornata con una grande maschera dalla cui bocca sgorga l’acqua sorgiva. Questa struttura non era presente nel progetto originale, ma è stata aggiunta in seguito.

## Laghetto
Il laghetto si trova alla fine di un viale di cipressi che corre parallelo al Viale dei Carpini, ed è una struttura ovale in centro alla quale è stato collocato il gruppo scultoreo dell’Acqua, rappresentata da una ragazza con un’anfora in mano. Alla base della scultura un delfino e due putti raffigurano il mare e il principio dell’amore.

## Tempietto
Immersa nella vegetazione del Boschetto sorge una struttura circolare chiamata Tempietto, al cui interno quattro nicchie ospitano le statue di altrettante divinità classiche: Ercole e Venere che simboleggiano l’istinto e la passione, e Apollo e Diana che raffigurano la moderazione e il raziocinio. Per questo si dice che questa struttura rappresenti le contrapposizioni e i contrasti, anche in virtù della parte interna riccamente decorata in opposizione a quella esterna decisamente più spoglia.

## Teatro di Verzura
L'ingresso al Teatro di Verzura è situato all'incrocio fra il Viale dei Cipressi e il Viale del Belvedere, ed è sorvegliato da due statue di leoni accovacciati. Il palco è sopraelevato e alcune siepi rettilinee di carpini e cipressi accuratamente modellati formano le quinte. Due statue che raffigurano Melpomene (musa della tragedia) e Talia (musa della commedia) fiancheggiano lo spazio scenico. Nel fondale delle gradinate semicircolari, realizzato con una siepe di bosso, sono state ricavate delle nicchie che contengono statue di divinità classiche.

## Il boschetto
Poco prima di giungere al Belvedere dall'omonimo viale alberato, si può deviare a destra e iniziare un'altra passeggiata attraverso una zona che rappresenta il giardino informale inglese: il Boschetto di querce e roveri, all'interno del quale spuntano all'improvviso statue in pietra di animali selvatici.